# Willy Planckaert
För andra personer med samma efternamn se Planckaert
Willy Planckaert, född den 5 april 1944 i Nevele, är en belgisk tidigare landsvägscyklist som var professionell från 1965 till 1981. Under karriären vann han tre etapper i Giro d'Italia 1967 och två etapper plus poängtävlingen i Tour de France 1966. Till segrarna kan också läggas Grand Prix Pino Cerami 1967, Dwars door België 1976 och Étoile de Bessèges totalt 1977.
Han är bror till Walter (född 1948) och Eddy Planckaert (född 1958), far till Jo Planckaert och farbror till Francesco Planckaert, även de tävlingscyklister.

## Meriter
| 1965 Vinnare av Bryssel-Charleroi-Bryssel Vinnare av etapp 1 i Paris–Luxembourg 4:a i Kampioenschap van Vlaanderen 4:a i GP Victor Standaert 6:a i Omloop van het Houtland 1966 Vinnare av poängtävlingen i Tour de France Vinnare av etapperna 4 och 8 Vinnare av GP Victor Standaert 2:a i Paris–Bryssel 3:a totalt i Tour de Luxembourg Vinnare av etapp 2 3:a i Rund um den Henninger Turm 4:a i Critérium des As 5:a i Liège–Bastogne–Liège 1967 Vinnare av Grand Prix Pino Cerami Vinnare av etapperna 5, 9 och 22b i Giro d'Italia Vinnare av Hoeilaart–Diest–Hoeilaart 2:a i Rund um den Henninger Turm 6:a i Paris–Roubaix 7:a i Gent–Wevelgem 8:a i Milano–Sanremo 1968 2:a i Grand Prix Pino Cerami 3:a i Flèche enghiennoise 7:a i Rund um den Henninger Turm 8:a i Omloop Het Volk 1969 2:a i Tour de l'Oise Vinnare av etapp 1 4:a i Dokter Tistaertprijs 9:a i Omloop der Beide Vlaanderen 1970 Vinnare av etapp 3b i Tour de Luxembourg 3:a i Omloop van het Houtland Torhout 1971 3:a i Kampioenschap van Vlaanderen 7:a totalt i Belgien runt 7:a i linjelopp vid Belgiska mästerskapen 9:a i E3 Harelbeke 9:a i Omloop van het Houtland Torhout 1972 3:a i Scheldeprijs 3:a i Nokere Koerse 3:a i Omloop der Beide Vlaanderen 5:a i Amstel Gold Race 10:a i Flandern runt 10:a i Omloop van het Houtland | 1973 Vinnare av etapp 3 i Dunkerques fyradagars Vinnare av Omloop Schelde–Durme 2:a totalt i Tour de Luxembourg Vinnare av etapp 1 2:a i GP Victor Standaert 3:a i linjelopp vid Belgiska mästerskapen 5:a i Leeuwse Pijl 6:a i Omloop van de Vlaamse Scheldeboorden 10:a totalt i Tour du Nord Vinnare av etapp 4 10:a i Omloop van het Houtland 10:a i Omloop van Oost-Vlaanderen 1974 Vinnare av Omloop van de Vlaamse Scheldeboorden Vinnare av Omloop van het Houtland Vinnare av etapp 4 i Tour de Pologne 4:a i Scheldeprijs 4:a i Omloop van het Leiedal 5:a i Omloop Het Volk 9:a i Omloop der Beide Vlaanderen 1976 Vinnare av Dwars door België Vinnare av etapp 1a i Critérium du Dauphiné Libéré Vinnare av etapp 5b i Dunkerques fyradagars Vinnare av Petegem-aan-de-Leie Vinnare av Grand Prix de Momignies 9:a totalt i Belgien runt 1977 Vinnare totalt av Étoile de Bessèges Vinnare av etapp 2 Vinnare av etapp 2 i Dunkerques fyradagars 4:a i Omloop der Beide Vlaanderen 8:a i Flandern runt 9:a i Kampioenschap van Vlaanderen 10:a i E3 Harelbeke 1978 4:a i Züri Metzgete 6:a i Omloop der Beide Vlaanderen 7:a i Omloop van het Houtland 8:a i Rund um den Henninger Turm 10:a totalt i Ronde van Nederland 1979 8:a i Omloop van het Zuidwesten 9:a i Kuurne–Bryssel–Kuurne 1980 5:a i Dwars door België 5:a i De Kustpijl 1981 10:a i GP Victor Standaert |